# Urteil (Logik)
Urteil ist in der Logik die Form einer Feststellung, die in der sprachlichen Form eines Satzes ausgedrückt wird. Dabei wird das Urteil mit dem Vorgang der Bildung der Feststellung, ihrem propositionalen Gehalt oder der Bewertung dieses Gehalts identifiziert (ein Urteil bilden vs ein Urteil treffen vs ein Urteil fällen). Das Urteil wird als ein Grundbegriff der Logik nicht in jeder Theorie der Logik ausdrücklich definiert.
Unterschiedliche Standpunkte bestehen hinsichtlich der Frage, ob und inwiefern eine psychologische Betrachtung des Denkprozesses (etwa in Assoziationspsychologie) für die Urteilstheorie eine Rolle spielen bzw. daneben überhaupt eine selbstständige Urteilstheorie möglich ist (Psychologismus). Schließlich beeinflussen erkenntnistheoretische oder ontologische Annahmen (wie schon bei Aristoteles deutlich wird) mitunter sehr stark die Ausgestaltung einer jeden Logik-Konzeption.
In der traditionellen Logik ist „Urteil“ ein Grundbegriff, der eine bestimmte Sicht der logischen Aussage bezeichnet. Jede logische Aussage – jedes Urteil – spricht einem logischen Subjekt eine allgemeinere Bestimmung – ein logisches Prädikat – zu. Spätestens die klassische Logik geht jedoch davon aus, dass es neben der Prädikation auch komplexere Urteilsformen geben muss, und dass nicht jede gebildete Prädikation einen Wahrheitswert hat, sondern erst der vollständige Satz.

## Bedeutungen außerhalb der klassischen Logik
In der philosophischen Logik ist anstelle des aufs logisch Formale reduzierten Begriffs „Aussage“ der Begriff „Urteil“ gebräuchlich. Entsprechend finden sich bei Aristoteles bis Immanuel Kant Einteilungen der Urteile gemäß Kategorien in einer Urteilstafel. Kant unterscheidet insbesondere zwischen analytischen und synthetischen Urteilen, die sich (a posteriori) auf die Erfahrung beziehen oder vor aller Erfahrung (a priori) gemacht werden.
Romantik und Deutscher Idealismus lehnen eine analytische Zerlegung in Einzelteile als vorrangige Methode ab und geben dem zusammenhängenden, einheitlichen Ganzen von Wissen, Gefühl und Glauben absoluten Vorrang. Friedrich Hölderlin schreibt in Urteil und Sein, dass die Teile durch das Urteil ihre wesentliche Bestimmung erhalten, wehrt sich aber gegen die Auslegung, dass die Teile wie Werkstücke gesondert voneinander betrachtet werden könnten. Novalis vermerkt in seinem Allgemeinen Brouillon: „Man will nicht bloß den Satz oder das Urteil, sondern auch die Acten dazu.“
Für die Urteilstheorie des Neukantianismus ist jedes Urteil bejahend oder verneinend und impliziert demzufolge eine Stellungnahme zu dem Wert Wahrheit, weshalb man selbst in der Erkenntnissphäre von Wertungen sprechen könnte.
Urteil im Sinne der Logik kann Unterschiedliches bedeuten:
1. einen Behauptungssatz[7] bzw. eine Aussage[8];
2. den „Schlusszusammenhang eines Syllogismus“[9] bzw. das „Glied eines Syllogismus“[10];
3. eine Begriffsverbindung oder -trennung[11] bzw. ein Erkenntnisakt im Sinne Kants[12]

Nach Husserl kann das Wort „Urteil“ bedeuten:
1. das Fürwahrhalten;
2. eine ideale Bedeutungseinheit.

## Psychologische, sprachliche und ontologische Auffassung
| \| psychologisch \| sprachlich \| ontologisch \| \| ---------------------------- \| ------------------ \| --------------------------------------------------------------------------------------------------------------------------------------------- \| \| Urteil (als psychischer Akt) \| Aussagesatz (Satz) \| - Gedanke (Frege); - Sachverhalt (Husserl, früher Wittgenstein); - Proposition (angelsächs. Philosophie); - Aussage (angelsächs. Philosophie) \| |                    | |
| Tabelle nach Tugendhat |                    | |
| psychologisch | sprachlich         | ontologisch |
| Urteil (als psychischer Akt) | Aussagesatz (Satz) | - Gedanke (Frege); - Sachverhalt (Husserl, früher Wittgenstein); - Proposition (angelsächs. Philosophie); - Aussage (angelsächs. Philosophie) |

Unterscheidet man mit Ernst Tugendhat grob eine psychologische, sprachliche und ontologische Grundauffassung von Logik, so hat das Wort drei ganz unterschiedliche Grundbedeutungen (die allerdings in einem analogen Sinnzusammenhang stehen). Was man unter Urteil versteht, hängt daher von der jeweiligen Erkenntnis- und Begriffstheorie ab (vgl. die Tabelle).